# Норт Вандергрифт (Пенсилванија)
Норт Вандергрифт (енгл. North Vandergrift) насељено је место без административног статуса у америчкој савезној држави Пенсилванија.

## Демографија
По попису из 2010. године број становника је 447.
| Група             | 2000.    | 2010.       |
| Белци             | 0 (0,0%) | 396 (88,6%) |
| Афроамериканци    | 0 (0,0%) | 38 (8,5%)   |
| Азијати           | 0 (0,0%) | 0 (0,0%)    |
| Хиспаноамериканци | 0 (0,0%) | 2 (0,4%)    |
| Укупно            | 0        | 447         |